# عقرب سوطي بورنيوني
عقرب سوطي بورنيوني (الاسم العلمي: Thelyphonus borneensis) هو نوع من العنكبوتيات يتبع جنس العقرب السوطي من الفصيلة العقارب السوطية.